# Peter Navarro
Peter Kent Navarro (Cambridge, 15 luglio 1949) è un economista e funzionario statunitense, dal gennaio 2025 Senior Counselor to the President for Trade and Manufacturing del presidente degli Stati Uniti Donald Trump. In precedenza nella prima amministrazione Trump, è stato dapprima direttore del White House National Trade Council e poi direttore del Office of Trade and Manufacturing Policy.
Professore emerito di economia e politiche pubbliche presso la Paul Merage School of Business dell'Università della California, nel gennaio 2017 è entrato a far parte della prima amministrazione Trump come consigliere per il commercio. In qualità di alto funzionario dell'amministrazione, Navarro ha incoraggiato il presidente Trump ad attuare politiche commerciali protezionistiche. In particolare, ha sostenuto politiche protezionistiche nei confronti della Cina ed è stato una figura chiave dietro la guerra commerciale dell'amministrazione contro la Cina, vendendo per tali motivazioni 
dopo aver lasciato tale l'incarico, oggetto di sanzioni dallo stesso paese asiatico. 
Navarro durante le elezioni presidenziali del 2020, si è schierato a favore di Trump appoggiando la tesi complottista dei brogli elettorali; perciò nel febbraio 2022 è stato citato in giudizio due volte dal Congresso. Navarro si è rifiutato di ottemperare all'obbligo di presenziarvi ed è stato deferito al Dipartimento di Giustizia. Nel 2022 un gran giurì lo ha incriminato per due capi d'accusa di oltraggio al Congresso. Nel 2023 Navarro è stato dichiarato colpevole per entrambi i capi d'accusa e nel 2024 è stato condannato a quattro mesi di carcere, diventando il primo ex funzionario della Casa Bianca condannato per oltraggio al Congresso.